# Melanie Martinez
Melanie Adele Martinez (Queens, 28 de abril de 1995) é uma cantora, compositora, diretora e atriz americana.
Melanie se tornou conhecida por suas canções com letras polêmicas e por seu estilo e cabelo de duas cores. Suas letras combinam um lado obscuro com seu jeito super meigo. Enquanto no ensino médio, participou de concursos de talentos da escola e recitais de microfone aberto em locais da ilha Long Island, onde ficava perto da cidade natal da cantora. Posteriormente, ela participou da terceira temporada da edição norte-americana da competição de canto The Voice, onde estreou cantando "Toxic", de autoria da compatriota Britney Spears. Três dos quatro juízes, sendo eles Adam Levine, Blake Shelton e Cee Lo Green, apertaram o botão de escolha para ela. Martinez escolheu Adam Levine para ser seu treinador e saiu do programa quando havia apenas seis competidores.
Na sua carreira musical, é uma artista solo, com seu primeiro projeto, o extended play (EP) Dollhouse, sendo lançado em maio de 2014. A obra estreou na quarta posição da parada Billboard Top Heatseekers Albums, e teve dois singles para promovê-lo, sendo eles a faixa-título "Dollhouse" e "Carousel". O mesmo foi precedido por Cry Baby, seu álbum de estreia, o qual foi lançado em agosto de 2015 e alcançou a sexta posição da Billboard 200, com 32 mil cópias vendidas na primeira semana nos Estados Unidos. O disco foi promovido com três singles retirados do mesmo, sendo eles "Pity Party", "Soap" e "Sippy Cup".
Martinez afirma que suas inspirações são os artistas Kimbra, Gregory and the Hawk, Feist, Regina Spektor, Björk, Lana del Rey e Marina and the Diamonds, e é conhecida fisicamente pelo seu cabelo de duas cores. Suas primeiras composições eram inspiradas com a cantora tocando um violão. Além da carreira musical, Martinez também é fotógrafa, sendo uma das diretoras criativas da capa de seu primeiro álbum.

## Biografia
Melanie Adele Martinez nasceu em 28 de abril de 1995 em Astoria, Queens. Aos três anos de idade já cantava, e começou a aprender a tocar guitarra sozinha, um ano mais tarde, pois seus pais não tinham condições de pagar aulas de música. Ela começou a escrever canções aos quatorze anos, unindo sua admiração pela poesia e pela música. Nessa época, a jovem artista foi influenciada por compositores populares, como Regina Spektor e Feist. Frequentou a Baldwin Senior High School e, durante o ensino médio, criou gosto pela fotografia, especialmente retratos e obras conceituais. No lado musical, ela também participou de concursos de talentos da escola e recitais na ilha de Long Island, próximo à cidade onde morava.
Em relação a sua vivência afetiva, Melanie revelou ser bissexual e usa pronomes femininos e neutros.

## Carreira

### 2012: Início noThe Voice
Em 2012, Martinez participou na terceira temporada do concurso de talentos estadunidense The Voice, da NBC, na esperança de desenvolver e melhorar suas habilidades musicais. A rede de televisão transmitiu o episódio de sua audição em 17 de setembro daquele ano. Martinez se apresentou nas audições às cegas cantando uma versão em jazz de "Toxic", uma canção de Britney Spears. Ao final de sua performance, três dos quatro treinadores - Adam Levine, Blake Shelton e Cee Lo Green - haviam virado suas cadeiras. Ela foi elogiada por sua versão "anormal" da canção. Comparando Melanie com Björk, Levine chamou a apresentação de "incrível" e, embora Shelton e Green tenham tentado leva-la para sua equipe, afirmando que ela agiu como uma "artista exclusiva que não soa como alguém mais", Melanie escolheu Levine para ser seu treinador. Antes de se juntar a equipe de Levine, a cantora disse que queria fazer parte de um time que a deixará se expressar criativamente e ser ela mesma. Sua versão de "Toxic" entrou nas cem melhores posições gerais e nas dez melhores posições das listas alternativas do iTunes Store.
Durante o episódio de 9 de outubro, Martinez teve sua primeira rodada de batalha contra Caitlin Michele, que também pertencia a equipe de Levine. As competidoras cantaram a canção "Lights", de autoria da cantora Ellie Goulding, de forma "perturbadora". Embora Melanie tivesse alguns problemas durante os ensaios, sua apresentação mostrou a força de sua voz, o que complicou a escolha de Levine, pois ele teve que pedir ajuda para escolher o outro juiz. Acabaram escolhendo Martinez como a vencedora, permitindo que a Michele pudesse escolher entre Shelton e Green, sendo a equipe deste último a escolhida.
Durante as batalhas, as quais foram transmitidas entre 29 e 30 de outubro de 2012, a concorrente é confrontada com Sam James, também da equipe de Levine. Para a competição, Martinez decidiu realizar uma versão simplificada de "Bulletproof" (2009) de La Roux, enquanto James fez uma versão de "Walking in Memphis" (1991), de Marc Cohn. A treinadora Christina Aguilera elogiou o desempenho de Melanie, dizendo que "quando você abre a boca e canta, realmente quase inquietante, convida você para este mundo especial que só você é capaz de criar". Finalmente, embora Shelton brincasse sobre o estilo da cantora e escolhesse James como vencedor, Levine escolheu Melanie como tal. De acordo com o vocalista do Maroon 5, os nervos de Martinez a ajudaram a brilhar com sua voz "sussurante". Para a primeira rodada ao vivo, a cantora interpretou "Hit the Road Jack" (1961), por Ray Charles, com um estilo de jazz. Embora o público decida salvar Amanda Brown e Bryan Keith na equipe, Adam salvou Melanie na votação para que ela pudesse continuar competindo.
Em 12 de novembro, quando havia doze pessoas competindo e para a segunda rodada ao vivo, Martinez cantou "Cough Syrup", do Young the Giant, o qual teve uma performance recebida pelos críticos como "simples" e com Christina Aguilera comentando novamente sua performance dizendo que "foi provavelmente a sua apresentação mais emocional". Em 19 de novembro, quando havia apenas dez pessoas concorrendo, a cantora cantou "Seven Nation Army", do The White Stripes, a qual entrou entre as dez melhores posições da iTunes Store, juntamente com "Too Close", canção a qual Martinez também performou nesta mesma rodada nos dias 26 e 27 de novembro, quando havia apenas oito pessoas. Quando havia apenas seis pessoas concorrendo, Martinez cantou "The Show", de Lenka, por escolha de Levine. Logo depois, cantou "Crazy" de Gnarls Barkley por sua escolha, e foi eliminada.
Apresentações e resultados
     – A versão de estúdio da apresentação conseguiu as dez melhores posições da iTunes Store.
| Apresentações no The Voice | Apresentações no The Voice        | Apresentações no The Voice | Apresentações no The Voice | Apresentações no The Voice                      |
| -------------------------- | --------------------------------- | -------------------------- | -------------------------- | ----------------------------------------------- |
| The Blind Auditions        | "Toxic"                           | Britney Spears             | 7 de setembro de 2012      | 3 cadeiras viradas Entrou para o time de Adam   |
| Battle Round               | "Lights" (vs. Caitlin Michelle)   | Ellie Goulding             | 15 de outubro de 2012      | Ganha a batalha e avança para a seguinte rodada |
| Knockout Round             | "Bulletproof" (vs. Sam James)     | La Roux                    | 29 de outubro de 2012      | Ganha a batalha e avança para a seguinte rodada |
| Live Playoffs              | "Hit the Road Jack"               | Ray Charles                | 5 de novembro de 2012      | Salva por Adam, avança ao Top 12.               |
| Top 12                     | "Cough Syrup"                     | Young the Giant            | 12 de novembro de 2012     | Salva pelo voto público, avança ao Top 10.      |
| Top 10                     | "Seven Nation Army"               | The White Stripes          | 19 de novembro de 2012     | Salva pelo voto público, avança ao Top 8.       |
| Top 8                      | "Too Close"                       | Alex Clare                 | 26 de novembro de 2012     | Salva pelo voto público, avança ao Top 6.       |
| Top 6                      | "The Show" (Escolha do treinador) | Lenka                      | 3 de dezembro de 2012      | Eliminada                                       |
| Top 6                      | "Crazy" (escolha do artista)      | Gnarls Barkley             | 3 de dezembro de 2012      | Eliminada                                       |

### 2014-2017: DollhouseeCry Baby
Após sua saída do The Voice, Martinez começou a trabalhar em projetos independentes com sua música. Ela lançou seu primeiro trabalho em 2014, Dollhouse, e durante a promoção desse com uma turnê, a Dollhouse Tour, anunciou o título de seu álbum de estreia. Em 2 de julho de 2015, em uma entrevista com o Digital Journal, afirmou que estava trabalhando com a produtora musical Kara DioGuardi para o disco, e ao mesmo tempo anunciando a turnê Cry Baby Tour, a qual tem datas confirmadas entre 26 de agosto de 2015 e 31 de março de 2016, passando pelos Estados Unidos, Canadá e Brasil. Em 16 de julho de 2015, a intérprete divulgou a capa do álbum, a qual a Idolator julgou a melhor capa do ano e a lista de faixas. O álbum foi oficialmente lançado em 14 de agosto de 2015. A cantora disse que está seguindo compondo, mas afirmou que não necessariamente para o próximo álbum.
Martinez terminou de gravar seu segundo álbum, descrevendo-o como as histórias de personagens que vivem no bairro de Cry Baby. Em outubro de 2016, ela lançou um comercial para sua fragrância chamada Cry Baby Perfume Milk, acrescentando que a "ideia para este perfume vem crescendo em meu cérebro desde o momento em que terminei de escrever meu álbum". Foi distribuído diretamente pela gravadora de Martinez, Atlantic Records, tornando-se a primeira gravadora a distribuir uma fragrância. Em novembro de 2016, Martinez lançou seu segundo EP, Extra Clutter, de Cry Baby, um lançamento em vinil físico das faixas bônus de Cry Baby.bem como o single de Martinez, "Gingerbread Man". Ela lançou o videoclipe de sua música "Pacify Her", seguida em dezembro de 2016 por um vídeo para "Mrs. Potato Head". O vídeo de "Mad Hatter" foi lançado em 23 de setembro de 2017. Cry Baby recebeu a certificação Platinum em 24 de fevereiro de 2017.

### 2017-2019: Segundo álbum de estúdio e filme K-12
Em março de 2017, Martinez expressou seu desejo de produzir um filme contando a história de cada música de seu segundo álbum, explicando: "Atualmente estou escrevendo um filme ... Vou passar o ano trabalhando nisso, dirigindo, filmando, maquiagem e tudo então é muito trabalho ". Em 15 de maio de 2019, Martinez lançou o primeiro trailer para o álbum revelando o título K-12, previsto para ser lançado em 6 de setembro, com a capa do álbum revelada um dia depois através do Instagram.
O filme conta a história de Crybaby, uma garota forte e sensível, junto com sua melhor amiga doce e sem remorso, Angelita, que fica para ela quando ela é intimidada pelos outros alunos cujos cérebros estão sob controle do diretor e sua equipe perversa. Com a ajuda dos amigos mágicos que encontram ao longo do caminho, assim como um Guia Espiritual Angélico, eles são capazes de ganhar a força que precisam para lutar contra o beligerante condicionamento patriarcal da escola.

### 2020-2022: After School e Indicação na Billboard Music Awards
Em janeiro de 2020, Martinez anunciou um EP intitulado After School, revelando o título por meio de seus stories no Instagram. O EP serviria como uma edição de luxo do K-12. Em 10 de fevereiro de 2020, a gestão de Martinez lançou o primeiro single de After School, intitulado "Copy Cat". A canção apresenta a rapper e compositora americana Tierra Whack. Esta é a primeira vez que Whack trabalha como profissional com Melanie Martinez e a primeira vez que Melanie Martinez apresenta outro artista em uma de suas canções. Martinez mais tarde lançou um segundo single do EP, "Fire Drill", em 26 de junho de 2020. A música já havia sido incluída na sequência de créditos de seu filme, K-12.
Sua música "Play Date", originalmente lançada na edição deluxe do Cry Baby em 2015, se tornou uma das 100 músicas mais tocadas no Spotify nos EUA depois de ganhar popularidade no aplicativo de compartilhamento de vídeo, TikTok. Em outubro de 2020, Melanie foi indicada para Melhor Trilha Sonora no The Billboard Music Awards por seu álbum / filme K-12. Esta foi sua primeira grande indicação na indústria musical.

### 2023-presente: Portals e The Trilogy Tour
Em fevereiro de 2023, Martinez postou de surpresa em suas redes sociais, um teaser com a prévia de uma nova música em um vídeo de uma floresta escura, com a frase em um túmulo de cogumelo "RIP CRYBABY", especulando a morte da sua personagem, Cry Baby. Dias depois, após postar novos teasers com trechos de novas músicas, Melanie anuncia oficialmente seu terceiro álbum de estúdio intitulado "Portals", com a data de lançamento para 31 de março de 2023.
Dia 24 de março de 2023 estreou oficialmente a primeira música do seu terceiro álbum "Portals" intitulada de "DEATH". Dois dias depois do lançamento do álbum, Melanie lançou o segundo single "VOID".
Na madrugada do dia 5 de abril, foi disponibilizado a versão deluxe do "Portals" contendo mais três canções, junto com o single "MILK OF THE SIREN" para promover a versão deluxe.
Dia 13 de junho de 2023 estreou oficialmente a videoclipe do single "VOID".
Ela embarcou na Portals Tour em maio de 2023. Martinez foi indicada ao VMA de Melhores Efeitos Visuais, pela música de seu single "Void". Ela acabou sendo derrotada por Taylor Swift no último round, perdendo para Anti-Hero. Em novembro de 2023, Martinez anunciou o lançamento de Portals Perfume, uma coleção de quatro fragrâncias desenvolvidas em colaboração com a perfumaria indie Flower Shop Perfumes. A coleção foi lançada em um vaso escultural inspirado no alter ego "Cry Baby" de quatro olhos de Martinez, que abriga todas as quatro fragrâncias e é vendido por US$ 275. Em 2024, a gama foi expandida para garrafas individuais de tamanho normal e velas de cada aroma.
Em 9 de Novembro de 2023, Martinez anunciou sua próxima turnê, a "The Trilogy Tour". Nessa turnê, a cantora incorpora o ciclo da vida da sua personagem, Cry Baby, em ordem cronológica de seus álbuns, Cry Baby (álbum), K-12 (álbum) e Portals (álbum de Melanie Martinez). Melanie Martinez embarcou na sua turnê no dia 10 de maio de 2024, com seu início em Seattle. O posterior fim de sua turnê trará o fim da história de sua personagem. Em 21 de Março de 2024, anunciou datas de Shows pela Europa e Reino Unido. A turnê ainda está em andamento.
No dia 11 de Maio de 2024, Martinez anunciou o vídeo-clipe de sua música "LIGHT SHOWER" (originalmente estilizada em letras maiúsculas), no exato momento em que fazia seu show em Seattle, Washington, D.C., como um "presente" para marcar o início da turnê "The Trilogy Tour". Lançou também em seu canal do YouTube. Duração de 4:16 Minutos.
No dia 11 de Novembro, Martinez lançou "MILK OF THE SIREN" (originalmente lançado na edição Deluxe de "Portals") como single. Tendo sido disponibilizado vinis na loja oficial da cantora. No dia 4 de Dezembro de 2024, Martinez lançou o videoclipe oficial de "SPIDER WEB", após de um hiato de quase 7 meses sem lançar um videoclipe. Durante esse tempo esteve na turnê "The Trilogy Tour", que teve o seu fim no dia 16 de Novembro.

## Características musicais

### Composição
"Eu as coloquei juntas nessa ordem após pensar no conceito. Eu sabia a direção com certeza, mas não sabia se a história ia fazer sentido. É estranho como isso funcionou".

— Martinez sobre a organização de histórias das faixas de Cry Baby, o qual ela associou cada faixa do disco após pensar no conceito.
Suas primeiras composições, segundo Martinez, eram inspiradas com a cantora tocando um violão, porém a mesma disse que agora é mais focada em conceitos, e que atualmente toca apenas guitarra elétrica. Ela também descreveu o disco Cry Baby como "um livro de histórias sobre uma criança para adultos", falando que escreveu "sobre situações por quais eu já passei". A cantora falou que em 2013 e 2014, dentre as ideias que tinha para o EP Dollhouse e Cry Baby, ela queria criar uma história por meio de suas escritas, um conceito que era compreendido por Kinetics & One Love, um grupo de produtores os quais tem como estilo principal o hip hop. A mesma disse que trabalhar com eles foi "bom para caramba, porque eles estavam abertos a experimentar sons de brinquedos por horas, e assistir filmes do Tim Burton nas nossas sessões, antes de escrevermos". Martinez também fez o disco com outros escritores e produtores, incluindo a Kara DioGuardi, a qual, no seu primeiro disco, fez a composição de "Pity Party" e "Cake", faixa bônus do projeto. A cantora afirmou que, quando estava cantando, a compositora "disse que minha voz lembrou a de Judy Garland e artistas da época".

### Estilo e influências

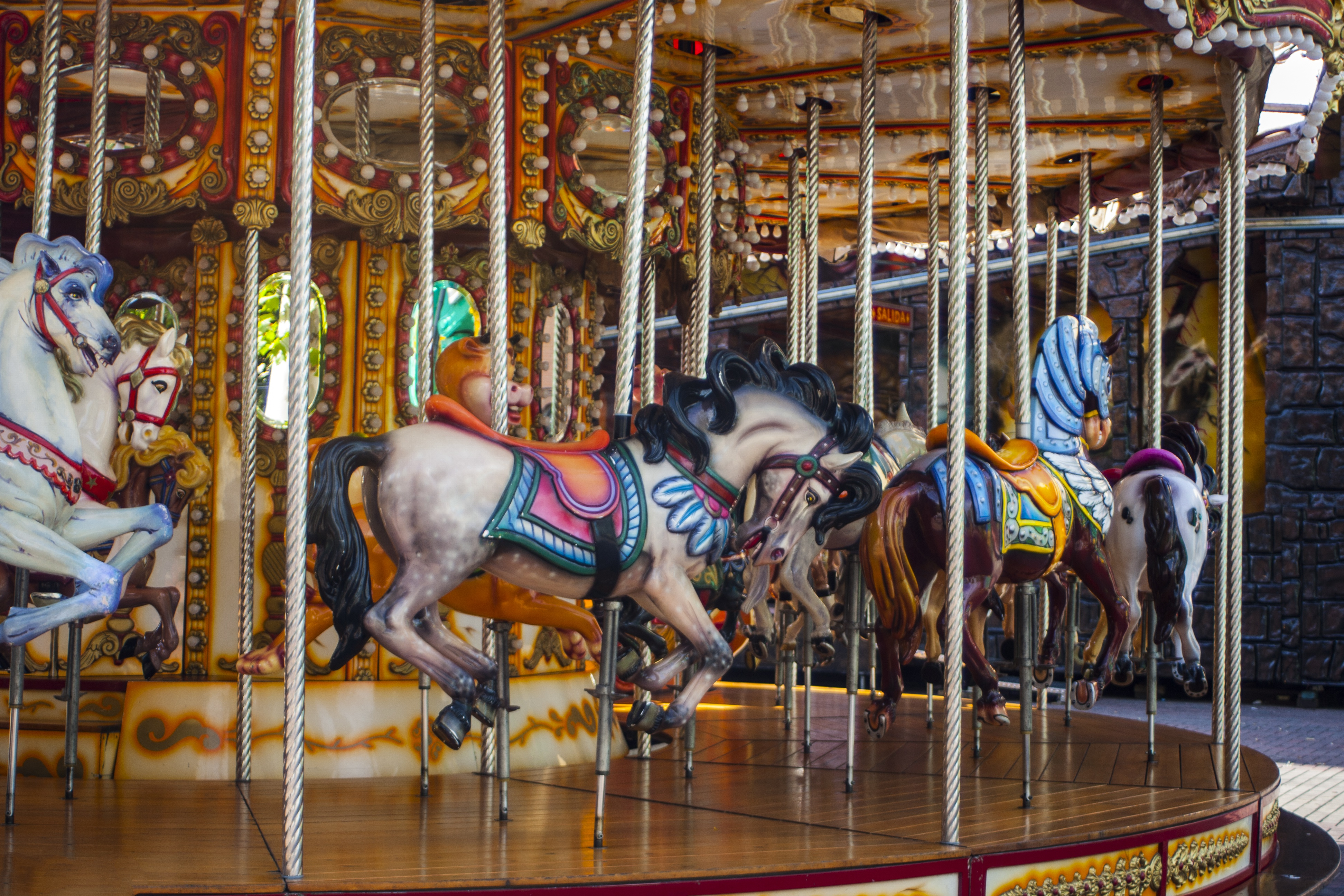
Para compor suas canções, Martinez se inspira em coisas relacionadas à sua infância, como carrosséis e carnavais.

Seu estilo musical tem como base gêneros independentes como indie folk e pop alternativo. Martinez creditou a Kimbra, Gregory and the Halk, Feist, Regina Spektor, Lana del Rey e sua própria mãe como algumas das pessoas que influenciam a sua criatividade e desenvolvimento artístico. A cantora descreveu os gêneros musicais de seu primeiro extended play, intitulado Dollhouse, como "ritmos pesados [e] inspirados pelo hip hop/trap com sons infantis [feitos com], por exemplo, pianos para bebês, caixas de música e brinquedos". O trabalho incluiu canções pop escuras, como a faixa-título.
Esteticamente, Martinez é conhecida pelo seu cabelo de duas cores, semelhante ao personagem de Disney, Cruella de Vil. Ela tinha tingido assim um pouco antes de sua audição no The Voice, para o que seria considerado "quase um crime" o mudar. A cantora só tingiu um lado loiro de seu cabelo e não queria ele em uma mesma cor. Como sua música tem uma relação muito próxima com o seu estilo visual, Martinez usa cabeças de bonecas, coisas peludas, meias de renda, vestidos de Peter Pan, garrafas e outros objetos. Ela descreve-se como uma criança Lolita de 1950. A presidente da gravadora Atlantic Records, Julie Greenwald, disse em uma entrevista que "não vai esquecer o dia em que conheceu a cantora", afirmando que "ela entrou e ela estava usando um vestido de boneca, seu cabelo era de duas cores diferentes. Ela estava usando um colar louco feito a partir de peças de bonecos". Durante uma entrevista com Greg Mania para a Creem Magazine, a artista disse: "Eu sempre tive uma forte conexão com minha infância. Minha personalidade também reflete isso. Como se eu tivesse cinco anos, me visto como se tivesse cinco anos. Acho que sou apenas uma menina com coração".

## Endossos e produtos
Martinez colaborou com a empresa de cosméticos Lime Crime, Inc. Para lançar dois batons "exclusivos": um batom azul chamado "Cry Baby" em 17 de agosto de 2015 e um batom marrom chamado "Teddy Bear" em 9 de março de 2016. Em 25 de outubro de 2016, ela lançou um comercial para uma nova fragrância chamada Cry Baby Perfume Milk. Foi distribuído diretamente pela gravadora de Martinez, a primeira gravadora a distribuir uma fragrância. Em 27 de maio de 2023, Martinez anunciou o seu mais novo perfume "The Portals Fragrance" um conjunto de 4 fragrâncias que se encontram atualmente esgotados, mas em breve serão vendidos separadamente.

## Controvérsias
Martinez já teve muitas decorações roubadas de seus shows, principalmente sua bolsa, sendo que, posteriormente, Martinez desabafou na rede social Tumblr, criticando as atitudes dos fãs de não a ajudar e dizendo que "se você sabe alguma coisa sobre mim, você sabe que eu não sou nada além de honesta". O desabafo foi bem recebido pelo Yahoo! News, site o qual disse que "a experiência de Melanie é aquela que provavelmente é muito comum para artistas musicais de todos os gêneros e níveis de fama nos dias de hoje". Mais tarde, a artista publicou para os seus fãs outro texto, comentando sobre os mesmos a chamarem de "rainha", dizendo que "não quero ser tida como a rainha de vocês. Mas eu estou aqui para ser sua amiga. [...] Eu não sou um ser humano perfeito, e nós nunca concordaremos em todos os mínimos detalhes". A cantora já afirmou que não é contra nada, e que fuma maconha e bebe ocasionalmente, em uma entrevista com a Billboard.

### Acusação de estupro
Em 4 de dezembro de 2017, Timothy Heller, ex-amiga de Martinez, publicou via Twitter que a cantora havia lhe estuprado. De acordo com a afirmação, Melanie aproveitou que Heller estava fisicamente exausta durante uma "festa do pijama" e a convenceu a fumar maconha e, em seguida, começou a praticar sexo oral em Heller e a penetrá-la com um vibrador, ambos contra a vontade de desta. Após a publicação, fãs da comunidade "Cry Baby", de Melanie, responderam com repulsa e indignação (incluindo ameaças de morte) contra a cantora e sua família, especialmente pelas recentes alegações de abuso sexual contra Harvey Weinstein e o efeito subsequente que elas causaram. Alguns fãs fizeram objeções à publicação, questionando se Heller aproveitou-se do efeito do caso Weinstein para promover sua própria música, incluindo um single de estreia que lançou em outubro.
Em 5 de dezembro, Melanie respondeu às acusações no Twitter, alegando que o ato foi consentido: "Ela nunca disse 'não' para o que 'nós escolhemos' fazer juntas".
Mais tarde, no dia 10 de dezembro, Melanie Martinez publica em seu Twitter, outro esclarecimento sobre o assunto, dizendo que entende que é difícil ver o seu lado da história, e que nunca seria íntima com uma pessoa sem o total consentimento.
No dia 22 de dezembro, lançou uma música no SoundCloud, chamada "Piggyback" para explicar o seu lado da história: "Eu confiei em muitas pessoas falsas enquanto eu era jovem".
'Piggyback' significa o ato de carregar alguém nas costas. Desde então, a a acusação feita contra a artista nunca foi provada em nenhum quesito. Martinez seguiu sua carreira isolada de pessoas que supostamente poderiam se aproveitar dela de alguma forma e manteve alguns amigos confidentes por perto, como seu cabeleireiro William Scott Blair (que trabalha com Melanie desde o seu primeiro videoclipe) e Jackie, sua verdadeira melhor amiga desde os 5 anos de idade. (Heller afirmou em suas acusações que Melanie era sua melhor amiga, o que não é verdade.)

## Discografia
- Dollhouse (EP) (2014)
- Cry Baby (2015)
- K-12 (2019)
- Portals (2023)

## Turnês
| Ano     | Título                 | Notas                                                                    |
| ------- | ---------------------- | ------------------------------------------------------------------------ |
| 2014    | Dollhouse Tour         |                                                                          |
| 2015—16 | Cry Baby Tour          | - Continuação da Dollhouse Tour, - após o lançamento de Cry Baby.        |
| 2016    | The Original High Tour | - Abertura para Adam Lambert, - nos países da Nova Zelândia e Austrália. |
| 2019    | K-12 Tour              |                                                                          |
| 2023—24 | Portals Tour           |                                                                          |
| 2024    | The Trilogy Tour       | - Turnê que apresenta o ciclo de vida - da personagem Cry Baby.          |

## Filmografia

### Filme
| Ano  | Título | Papel    | Notas                                    |
| ---- | ------ | -------- | ---------------------------------------- |
| 2019 | K-12   | Cry Baby | Também escritora, diretora e compositora |

### Televisão
| Ano  | Título    | Papel                   | Notas       |
| ---- | --------- | ----------------------- | ----------- |
| 2012 | The Voice | Ela mesma / Concorrente | Temporada 3 |